# Vallay

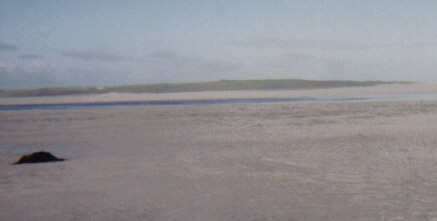
Costa sudoeste de Vallay.

Vallay é uma ilha da Escócia, nas Hébridas Exteriores.